# 卡齊勞恩斯峰

46°39′32″N 8°54′32″E / 46.658756°N 8.908947°E
卡齊勞恩斯峰（Piz Cazirauns），是瑞士的山峰，位於該國東部，由格勞賓登州負責管轄，距離伯爾尼120公里，該山峰海拔高度2,437米，每年平均降雨量2,385毫米。